# Pavonia kleinii
Pavonia kleinii är en malvaväxtart som beskrevs av Antonio Krapovickas och Cristobal. Pavonia kleinii ingår i släktet påfågelsmalvor, och familjen malvaväxter. Inga underarter finns listade i Catalogue of Life.